# Bisbat de Jeju
El bisbat de Jeju (coreà: 천주교 제주교구, llatí: Dioecesis Cheiuensis) és una seu de l'Església catòlica a Corea, sufragània de l'arxidiòcesi de Gwangju. L'any 2021 tenia 82.083 batejats de 674.635 habitants. Està regida pel bisbe Pius Moon Chang-woo.

## Territori
La diòcesi comprèn la província de Jeju-do, l'illa més gran de Corea del Sud, a l'estret de Corea.
La seu episcopal és la ciutat de Jeju, on es troba la catedral de  Cheju Joong-Ang
El territori s'estén sobre 1.848 km² i està dividit en 28 parròquies

## Història
La prefectura apostòlica de Cheju va ser erigida el 28 de juny de 1971, en virtut de la butlla pontifícia Quoniam supremi del papa Pau VI, prenent el territori a l'arquebisbat de Gwangju.
El 21 de març de 1977 la prefectura apostòlica va ser elevada al rang de diòcesi per la butlla Munus Apostolicum del mateix Pau VI.
El 9 de juny de 2021 assumí el nom actual.

## Cronologia episcopal
- Sede vacante (1971-1977)[2]
- Michael Pak Jeong-il (15 d'abril de 1977 - 8 de juny de 1982 nomenat bisbe de Jeonju)
- Paul Kim Tchang-ryeol (11 de novembre de 1983 - 20 de juliol de 2002 jubilat)
- Peter Kang U-il (20 de juliol de 2002 - 22 de novembre de 2020 jubilat)
- Pius Moon Chang-woo, 22 de novembre de 2020

## Estadístiques
A finals del 2021, la diòcesi tenia 82.083 batejats sobre una població de 674.635 persones, equivalent Al 12,2% del total.
| any  | població | població | població | sacerdots | sacerdots       | sacerdots       | sacerdots             | diàques | religiosos | religiosos | parroquies |
| ---- | -------- | -------- | -------- | --------- | --------------- | --------------- | --------------------- | ------- | ---------- | ---------- | ---------- |
| any  | batejats | total    | %        | total     | clergat secular | clergat regular | batejats por sacerdot | diàques | homes      | dones      |            |
| 1980 | 14.483   | 456.988  | 3,2      | 15        | 6               | 9               | 965                   |         | 12         | 27         | 10         |
| 1990 | 29.698   | 516.946  | 5,7      | 19        | 14              | 5               | 1.563                 |         | 8          | 51         | 14         |
| 1999 | 47.297   | 534.715  | 8,8      | 35        | 27              | 8               | 1.351                 |         | 10         | 87         | 22         |
| 2000 | 50.761   | 539.439  | 9,4      | 34        | 27              | 7               | 1.492                 |         | 10         | 100        | 22         |
| 2001 | 52.468   | 543.323  | 9,7      | 31        | 25              | 6               | 1.692                 |         | 9          | 100        | 22         |
| 2002 | 54.550   | 547.964  | 10,0     | 31        | 25              | 6               | 1.759                 |         | 9          | 100        | 23         |
| 2003 | 57.198   | 552.310  | 10,4     | 32        | 26              | 6               | 1.787                 |         | 8          | 101        | 23         |
| 2004 | 58.512   | 553.864  | 10,6     | 34        | 29              | 5               | 1.720                 |         | 8          | 105        | 23         |
| 2006 | 62.113   | 559.747  | 11,1     | 38        | 31              | 7               | 1.634                 |         | 9          | 106        | 24         |
| 2013 | 70.546   | 592.449  | 11,9     | 49        | 42              | 7               | 1.439                 | 1       | 7          | 99         | 27         |
| 2016 | 75.579   | 641.355  | 11,8     | 54        | 46              | 8               | 1.399                 | 2       | 8          | 108        | 27         |
| 2019 | 80.292   | 692.032  | 11,6     | 56        | 48              | 8               | 1.433                 |         | 8          | 117        | 28         |
| 2021 | 82.083   | 674.635  | 12,2     | 79        | 61              | 18              | 1.039                 |         | 21         | 114        | 28         |